# Long Way to Heaven
Long Way to Heaven (рус. «Долгий путь до небес») — пятый студийный альбом канадской рок-группы Helix. Выпущен в ноябре 1985 года на лейбле Capitol Records.
На данном альбоме коллектив продолжил сотрудничество с известным американским продюсером и автором песен Бобом Халлиганом, годом ранее написавшим для группы песню Rock You, впоследствии ставшей «визитной карточкой» коллектива и одним из её главных хитов.
В целом, альбом закрепил успех предшественника, также получив платиновый статус у себя на родине. Вместе с тем, эта пластинка — последняя, получившая платиновую сертификацию.
Помимо работы в студии, в этом же году, группа отправилась в концертное турне по США, где выступала вместе с такими коллективами как Accept и Keel, а в конце года проведя около месяца в турне вместе с Krokus и W.A.S.P.. Помимо этого, 1985 год также ознаменовался первыми в истории группы концертами в Северной Европе, в частности, в Швеции, где данный альбом достиг 14-й позиции в чартах и пробыл в них 4 недели.

## Сертификация
- CRIA (Канада) — платиновый. Статус присвоен в 1985 году[3].

## Список композиций
| №                   | Название                       | Автор(ы)                                             | Длительность |
| ------------------- | ------------------------------ | ---------------------------------------------------- | ------------ |
| 1.                  | «The Kids Are All Shakin'»     | Брайан Воллмер, Пол Хекмен                           | 3:47         |
| 2.                  | «Deep Cuts The Knife»          | Боб Халлиган, Пол Хекмен                             | 3:55         |
| 3.                  | «Ride The Rocket»              | Боб Халлиган, Брайан Воллмер                         | 3:15         |
| 4.                  | «Long Way To Heaven»           | Брайан Воллмер, Дерил Грей, Пол Хекмен               | 3:24         |
| 5.                  | «House On Fire»                | Брайан Воллмер, Пол Хекмен                           | 4:12         |
| 6.                  | «Christine»                    | Брент Дорнер, Брайан Воллмер, Пол Хекмен             | 3:33         |
| 7.                  | «Without You (Jasmine's Song)» | Брент Дорнер, Брайан Воллмер, Пол Хекмен             | 3:39         |
| 8.                  | «School Of Hard Knocks»        | Брент Дорнер, Брайан Воллмер, Дерил Грей, Пол Хекмен | 4:05         |
| 9.                  | «Don't Touch The Merchandise»  | Брент Дорнер, Брайан Воллмер                         | 2:47         |
| 10.                 | «Bangin' Off-A-The Bricks»     | Брент Дорнер, Брайан Воллмер                         | 3:12         |
| Общая длительность: | Общая длительность:            | Общая длительность:                                  | 36:20        |

## Участники записи
- Брайан Воллмер — вокал;
- Брент Дорнер — гитара, бэк-вокал;
- Пол Хекмен — гитара, бэк-вокал;
- Дерил Грей — бас-гитара, бэк-вокал;
- Грег Хайнц — ударные.

## Переиздания
Согласно данным сайта discogs.com, данный альбом был впервые переиздан на CD только в 2011 году.